# Funcție algebrică de gradul al cincilea

Graficul unui polinom de gradul 5, cu 3 rădăcini reale și 4 puncte critice

În algebră, o funcție de gradul al cincilea este o funcție algebrică de forma
{\displaystyle g(x)=ax^{5}+bx^{4}+cx^{3}+dx^{2}+ex+f}
unde a nu este zero, definită de un polinom de gradul cinci. Coeficienții  a, b, c, d, e, f pot fi numere raționale, reale, complexe, sau din orice alt domeniu al matematicii.
Deoarece au un grad impar, atunci când sunt reprezentate grafic funcțiile de gradul al cincilea normale par similare cu funcțiile de gradul al treilea normale, cu excepția faptului că pot avea până la două maxime și minime locale. Derivata unei funcții de gradul cinci este o funcție algebrică de gradul al patrulea.
O ecuație de gradul al cincilea este o ecuație care egalează un polinom de gradul cinci cu zero:
{\displaystyle ax^{5}+bx^{4}+cx^{3}+dx^{2}+ex+f=0}
unde a ≠ 0.
Rezolvarea ecuațiilor de gradul al cincilea prin radicali a fost o problemă majoră în algebră. începând cu secolul al XVI-lea, când s-au rezolvat ecuațiile de gradul al treilea și al patrulea, până în prima jumătate a secolului al XIX-lea, când imposibilitatea a unei astfel de soluții generale a fost demonstrată prin teorema Abel–Ruffini.

## Rezolvarea ecuației de gradul al cincilea
Rezolvarea ecuațiilor de gradul întâi, al doilea, al treilea și al patrulea prin factorizare cu radicali se pot face întotdeauna, indiferent dacă rădăcinile sunt raționale sau iraționale, reale sau complexe, există formule care dau soluțiile. Însă nu există expresii algebrice cu radicali generale pentru soluțiile ecuațiilor de gradul al cincilea. Această afirmație este cunoscută sub numele de teorema Abel-Ruffini, afirmată pentru prima dată în 1799 și demonstrată complet în 1824. Această afirmație este valabilă și pentru ecuațiile de grade superioare. Un exemplu de ecuație de gradul al cincilea ale cărei rădăcini nu pot fi exprimate prin radicali este {\displaystyle x^{5}-x+1=0.}
Unele ecuații de gradul al cincilea pot fi rezolvate prin radicali. Totuși, soluția este în general prea laborioasă pentru a fi utilizată în practică. De obicei se calculează aproximări prin metode numerice, folosind algoritmi specializați în aproximarea rădăcinilor polinoamelor.

## Aplicații la mecanica cerească
Calculul poziției punctelor Lagrange ale unei orbite astronomice în care masele ambelor obiecte nu sunt neglijabile implică rezolvarea unei ecuații de gradul al cincilea.
Mai exact, pozițiile L2 și L1 sunt soluțiile următoarelor ecuații, unde forțele gravitaționale ale două mase asupra o al treia (de exemplu, Soarele și Pământul asupra sateliților Gaia la L2 și SOHO la L1) furnizează forța centripetă a satelitului necesară pentru a fi pe o orbită sincronă cu Pământul în jurul Soarelui:
{\displaystyle {\frac {GmM_{S}}{(R\pm r)^{2}}}\pm {\frac {GmM_{E}}{r^{2}}}=m\omega ^{2}(R\pm r)}
unde semnul ± corespunde la L2, respectiv L1; G este constanta gravitațională, ω este viteza unghiulară, r este distanța satelitului față de Pământ, R este distanța Soarelui față de Pământ (adică semiaxa mare a orbitei Pământului), iar m, ME și MS sunt masele satelitului, a Pământului, respectiv a Soarelui.
Pornind de la a treia lege a lui Kepler {\displaystyle \omega ^{2}={\frac {4\pi ^{2}}{P^{2}}}={\frac {G(M_{S}+M_{E})}{R^{3}}}} și rearanjând termenii se obține ecuația de gradul al cincilea
{\displaystyle ar^{5}+br^{4}+cr^{3}+dr^{2}+er+f=0}
cu {\displaystyle a=\pm (M_{S}+M_{E})} , {\displaystyle b=+(M_{S}+M_{E})3R} , {\displaystyle c=\pm (M_{S}+M_{E})3R^{2}} , {\displaystyle d=+(M_{E}\mp M_{E})R^{3}} (deci d = 0 pentru L2), {\displaystyle e=\pm M_{E}2R^{4}} , {\displaystyle f=\mp M_{E}R^{5}} .
Rezolvând aceste două ecuații de gradul al cincilea se obține {\displaystyle r=1,501\times 10^{9}m} pentru L2 și {\displaystyle r=1,491\times 10^{9}m}pentru L1. Punctele Lagrange L2 și L1 pe orbita Pământului sunt practic la 1,5 milioane de km de Pământ.

## Rezolvarea cu radicali Bring
În jurul anului 1835,  Jerrard a demonstrat că chinticurile pot fi rezolvate folosind radicali Bring (ultraradicali). Aceștia sunt funcția implicită definită de rădăcina reală unică a ecuației
{\displaystyle f(x)^{5}+f(x)-a=0}
pentru a real.
În acest scop, prin transformarea Tschirnhaus, care poate fi calculată dintr-o ecuație de gradul al patrulea, ecuația generală
{\displaystyle x^{5}+a_{4}x^{4}+a_{3}x^{3}+a_{2}x^{2}+a_{1}x+a_{0}=0}
este adusă la forma canonică Bring–Jerrard
{\displaystyle x^{5}-x+t=0}
Rădăcinile acestei ecuații nu pot fi exprimate prin radicali. În 1858 Charles Hermite a publicat prima soluție cunoscută a acestei ecuații obținută cu funcții eliptice.
Cam în același timp Leopold Kronecker și Francesco Brioschi au găsit soluții echivalente.